# Río Grande de Tarija
El río Grande de Tarija es un corto cauce fluvial, catalogado como río, de la Cuenca del Plata, afluente del río Bermejo, que hace de frontera natural entre Bolivia y Argentina.

## Geografía
El río Grande de Tarija nace en la confluencia del boliviano río Tarija con el río Itaú (de 170 km); este último, al igual que el río Grande, forma parte del límite entre el departamento de Tarija en Bolivia y la provincia de Salta en la Argentina. Recibe como afluente el río San Telmo y Nueve. Cuenta con una longitud de unos 86 km, hasta su desembocadura en el río Bermejo, en las Juntas de San Antonio.

## Aprovechamiento hidroeléctrico
El aprovechamiento de Cambará sobre el río Grande de Tarija, en Bolivia es de uso múltiple: riego, agua potable, regulación de caudal, atenuación de crecidas, control de sedimentos y energía. La potencia instalada es de 300 MW, y 100 m de altura de presa cada una.
- Datos: Q2577642